# Pleurotomella enderbyensis
Pleurotomella enderbyensis là một loài ốc biển, là động vật thân mềm chân bụng sống ở biển trong họ Conidae.

## Miêu tả
Loài này có vỏ dài 12 mm

## Phân bố
Chúng phân bố ở miền Nam cực waters dọc theo Biển Weddell.